# Khawhai
Khawhai là một thị trấn thống kê (census town) của quận Champhai thuộc bang Mizoram, Ấn Độ.

## Địa lý
Khawhai có vị trí 23°22′B 93°07′Đ / 23,37°B 93,12°Đ Nó có độ cao trung bình là 1369 mét (4491 feet).

## Nhân khẩu
Theo điều tra dân số năm 2001 của Ấn Độ, Khawhai có dân số 2408 người. Phái nam chiếm 51% tổng số dân và phái nữ chiếm 49%. Khawhai có tỷ lệ 78% biết đọc biết viết, cao hơn tỷ lệ trung bình toàn quốc là 59,5%: tỷ lệ cho phái nam là 79%, và tỷ lệ cho phái nữ là 78%. Tại Khawhai, 17% dân số nhỏ hơn 6 tuổi.